# Márkos
Márkos (románul: Mărcuș) falu Romániában, Kovászna megyében.

## Története

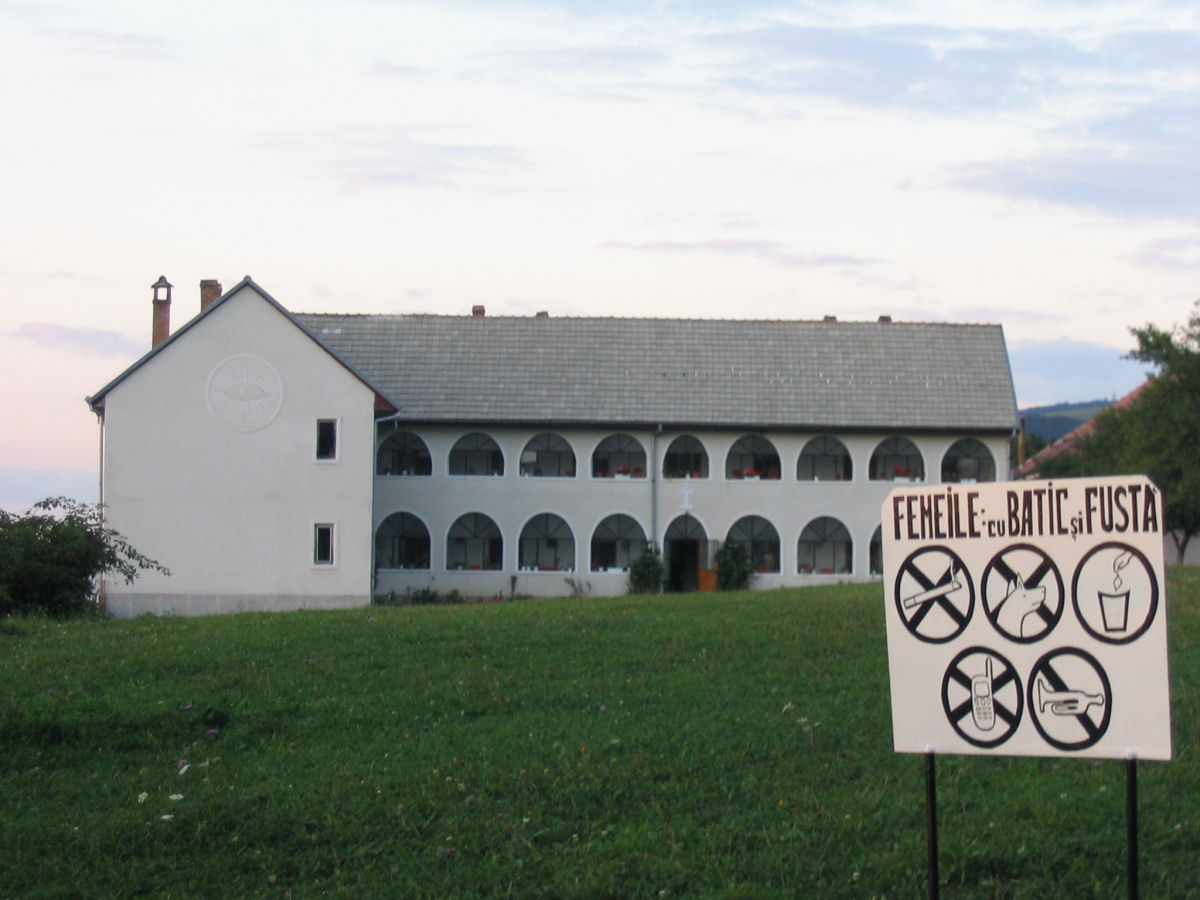
Ortodox kolostor

## Népessége
1910-ben 4 magyar és 699 román élt itt. 2000-ben már nem találhatunk magyar lakosságot. A falut ma 476-an lakják, mindenki ortodox vallású.